# Christian Dailly
Christian Dailly (Dundee, 23 ottobre 1973) è un ex calciatore scozzese, di ruolo difensore.

## Caratteristiche tecniche
Calciatore versatile, poteva essere schierato sia in difesa che come centrocampista difensivo.

## Palmarès
- Campionato scozzese: 1

Rangers: 2008-2009
- Coppa di Scozia: 3

Dundee: 1993-1994
Rangers: 2007-2008, 2008-2009
- Coppa di Lega scozzese: 1

Rangers: 2007-2008